# Seleção Camaronesa de Voleibol Masculino
A Seleção Camaronesa de Voleibol Masculino representa os Camarões em competições internacionais de voleibol, mantida pela Federação Camaronesa de Voleibol, composta por esportistas do gênero masculino de origem camaronesa em destaque no ramo do voleibol. A equipe encontra-se na 32ª posição do ranking mundial da FIVB segundo dados de 14 de setembro de 2023.

## Histórico
Em 1990, fez a primeira participação no Campeonato Mundial (12ª edição do torneio), finalizando na 15ª posição.

## Resultados nas principais competições

### Jogos Olímpicos
A seleção camaronesa nunca participou dos Jogos Olímpicos.

### Campeonato Mundial
| Ano  | Sede                | Colocação |
| ---- | ------------------- | --------- |
| 1990 | Brasil              | 15º       |
| 2010 | Itália              | 13º       |
| 2014 | Polónia             | 21º       |
| 2018 | Bulgária / Itália   | 19º       |
| 2022 | Eslovênia / Polónia | 23º       |

### Copa do Mundo
| Ano  | Sede  | Colocação |
| ---- | ----- | --------- |
| 1989 | Japão | 8º        |

### Copa dos Campeões
A seleção camaronesa nunca participou da Copa dos Campeões.

### Liga das Nações
A seleção camaronesa nunca participou da Liga das Nações.

### Liga Mundial
A seleção camaronesa nunca participou da Liga Mundial.

### Campeonato Africano
| Ano  | Sede           | Classificação |
| ---- | -------------- | ------------- |
| 1971 | Cairo          | 4º            |
| 1983 | Porto Saíde    | 4º            |
| 1987 | Tunes          | 2º            |
| 1989 | Abidjã         | 1º            |
| 1991 | Cairo          | 4º            |
| 1995 | Tunes          | 5º            |
| 1997 | Lagos          | 2º            |
| 1999 | Cairo          | 4º            |
| 2001 | Porto Harcourt | 1º            |
| 2003 | Cairo          | 3º            |
| 2005 | Cairo          | 3º            |
| 2007 | Durban         | 3º            |
| 2009 | Tetuão         | 3º            |
| 2011 | Tânger         | 2º            |
| 2013 | Susa           | 4º            |
| 2015 | Cairo          | 5º            |
| 2017 | Cairo          | 3º            |
| 2019 | Tunes          | 2º            |
| 2021 | Quigali        | 2º            |
| 2023 | Cairo          | 4º            |

### Jogos Pan-Africanos
| Ano  | Sede        | Classificação |
| ---- | ----------- | ------------- |
| 1965 | Brazavile   | 4º            |
| 1973 | Lagos       | 5º            |
| 1978 | Argel       | 5º            |
| 1987 | Nairóbi     | 1º            |
| 1991 | Cairo       | 4º            |
| 1995 | Harare      | 2º            |
| 1999 | Joanesburgo | 1º            |
| 2003 | Abuja       | 3º            |
| 2007 | Argel       | 5º            |
| 2011 | Maputo      | 1º            |
| 2015 | Brazavile   | 5º            |
| 2019 | Rabat       | 1º            |
| 2023 | Acra        | 4º            |

## Medalhas
| Evento              | Ouro | Prata | Bronze | Total |
| ------------------- | ---- | ----- | ------ | ----- |
| Jogos Olímpicos     | 0    | 0     | 0      | 0     |
| Campeonato Mundial  | 0    | 0     | 0      | 0     |
| Copa do Mundo       | 0    | 0     | 0      | 0     |
| Copa dos Campeões   | 0    | 0     | 0      | 0     |
| Liga Mundial        | 0    | 0     | 0      | 0     |
| Liga das Nações     | 0    | 0     | 0      | 0     |
| Campeonato Africano | 2    | 5     | 5      | 12    |
| Jogos Pan-Africanos | 4    | 1     | 1      | 6     |
| Total               | 6    | 6     | 6      | 18    |

## Elenco atual
Atletas convocados para integrar a seleção camaronesa no Campeonato Mundial de 2022.
Técnico:  Guy-Roger Nanga
| Camisa | Nome                       | Posição    | Altura (m) | Peso (kg) | Clube atual                      |
| ------ | -------------------------- | ---------- | ---------- | --------- | -------------------------------- |
| 1      | Élie Badawe Djakode        | Ponteiro   | 1,90       | 90        | —                                |
| 2      | Ahmed Awal Mbutngam        | Levantador | 1,92       | 84        | Loisirs Inter Sport Saint-Pierre |
| 3      | Arnaud Amabaya             | Levantador | —          | 80        | —                                |
| 5      | Joseph-Hervé Kofané        | Central    | 2,06       | 95        | AL Caudry Volley-Ball            |
| 6      | Sem Dolegombai             | Central    | 2,00       | 95        | Volley-Ball Arlésien             |
| 8      | Christophe Mandeng Adjessa | Central    | —          | —         | —                                |
| 9      | Cédric Bitouna             | Oposto     | 2,00       | 91        | Al-Hedayah                       |
| 10     | Didier Sali Hilé           | Ponteiro   | 1,92       | 79        | Amiens Métropole Volley-Ball     |
| 11     | Jérémie Deffo Sobwen       | Ponteiro   | —          | 88        | —                                |
| 12     | Kévin Bassoko              | Líbero     | —          | 76        | —                                |
| 14     | Yaoussia Kavogo            | Ponteiro   | 1,92       | 75        | AS Cannes                        |
| 15     | Yvan Arthur Kody           | Oposto     | 2,15       | 100       | Al-Khaleej Saihat                |
| 18     | Nelson Ayong Djam          | Líbero     | 1,91       | 90        | FAP Volleyball                   |
| 20     | Christian Voukeng          | Central    | 2,05       | 90        | Afyon Belediye Yüntaş            |